# Nålbindning

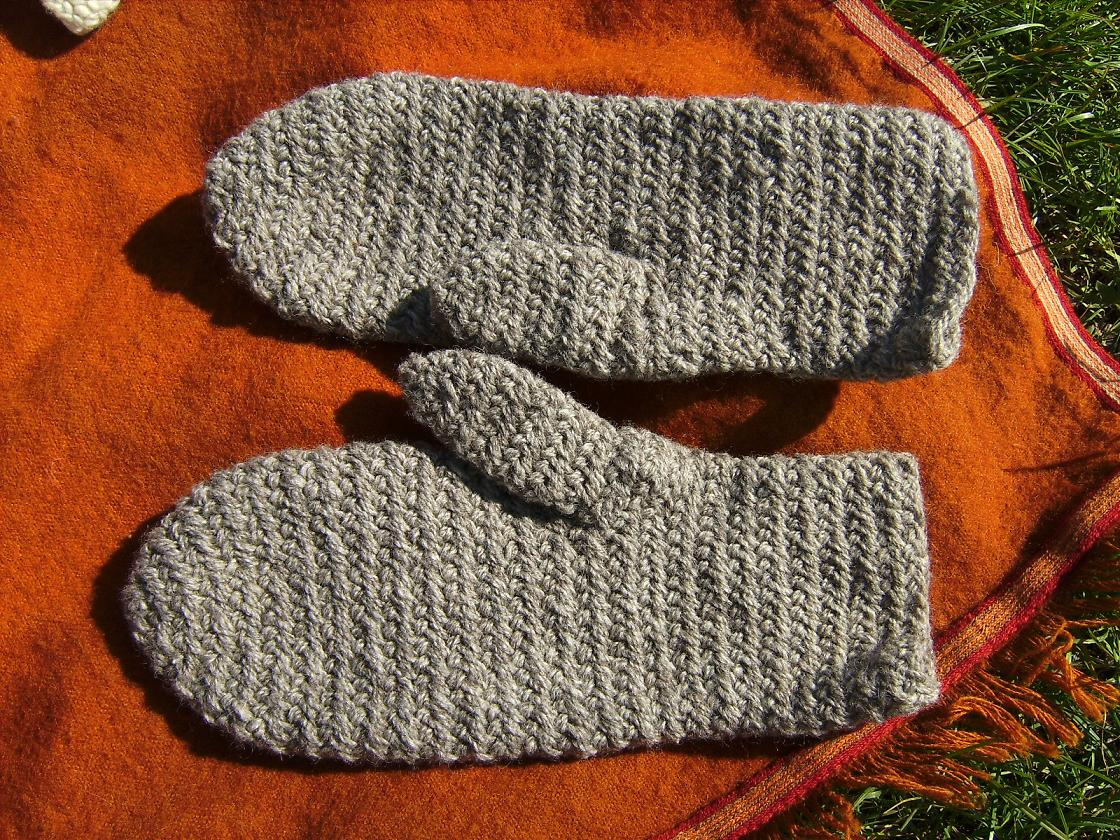
Ett exempel på nålbindning.

Nålbindning är en textilteknik där man vanligen tillverkar plagg, men även saker som väskor och filtar, av garn. Ofta är det mindre saker som nålbinds, till exempel vantar, sockor, mössor, pannband och handledsvärmare, men det går även att nålbinda större plagg, som tröjor och klänningar. Nålbundna ting går lätt att valka beroende på att teknikens öglor sys i varandra och ger glesa, elastiska formbara plagg. En kombination av ullgarn, teknik och valkning ger varma och näst intill outslitliga plagg. Själva ordet nålbindning introducerades på 1970-talet, tidigare talade man om att sy, sömma, nåla, binda eller knytta. Nät utan knutar är beteckningen på effekten man uppnår med nålbindning. Små variationer i tekniken att nålbinda gör att utseendet, strukturytan med knutarna, kan se olika ut på två par vantar även om de är nålbundna med samma garntyp.

## Historik

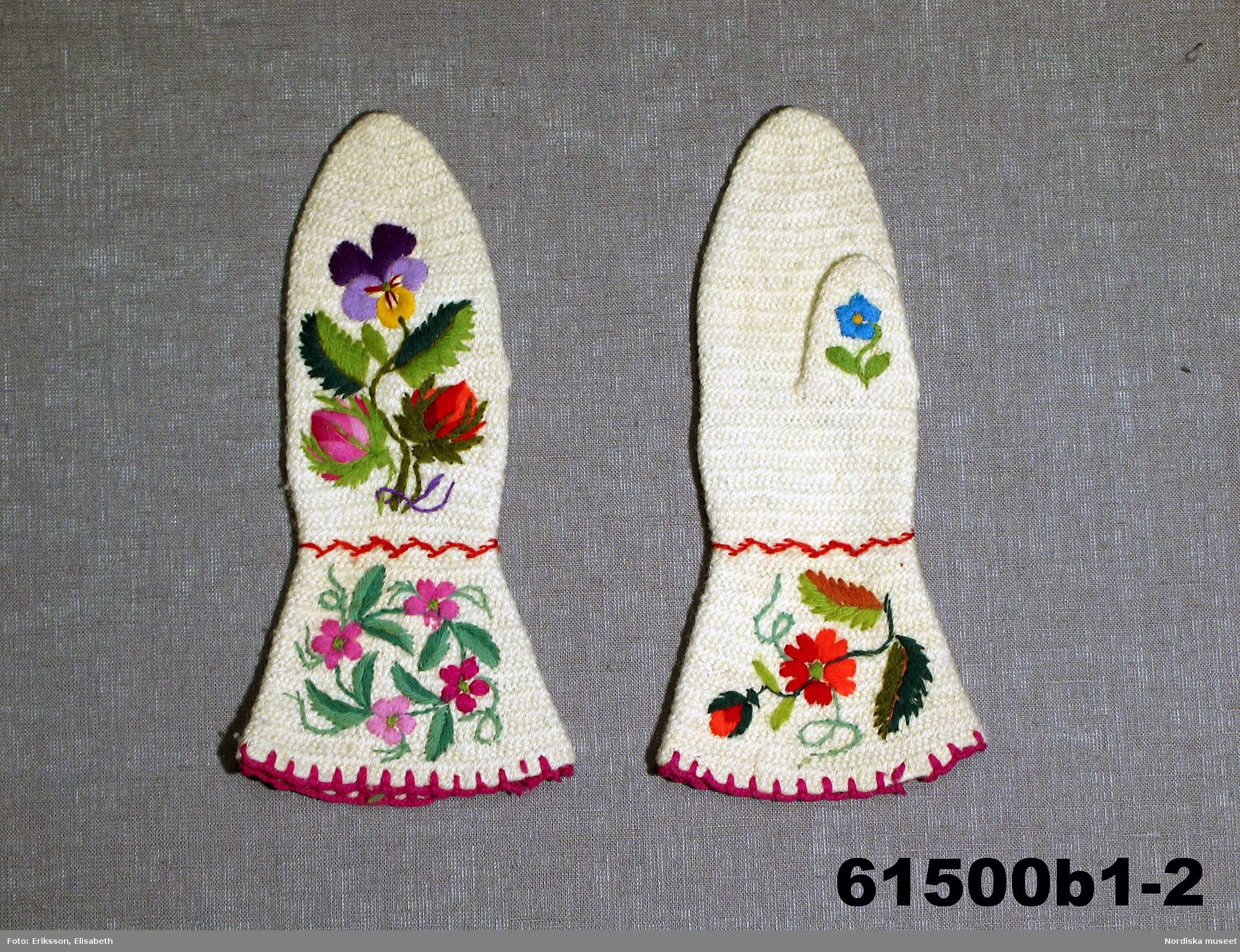
Nålbundna barnvantar från Dalby i Värmland, sent 1800-tal.

Nålbindningstekniken har varit allmän i hela Sverige. Det mest omtalade historiska plagget är Åsle-vanten som hittades 1918 i en mosse nära Åsle kyrka i Västergötland. En analys med kol-14-metoden visade att vanten är från tiden 1510–1640. Nålbindning är en mycket gammal teknik. Nålbundna textilfynd har hittats från stenåldern i Tybrind Vig //https://da.wikipedia.org/wiki/Tybrind_Vig// och bronsåldern i Skydstrup, Danmark. Nålar avsedda för nålbindning är funna från stenåldern i Västerhejde socken, Gotland. Nålar är också vanliga i medeltida stadslager. 
Det finns tidiga belägg för nålbindning i norra Värmland, i alla fall så tidigt som 1500-1600-talet. I centrala Uppsala när kvarteret Duvan skulle byggas hittades 1961 en socka från 1400–1500-talet. Från Söderköping finns en annan nålbunden socka som antagligen är medeltida. Bland andra fynd märks en vante från Lund, tillverkad någon gång före 1400-talet.
Från de nordiska grannländerna har fler fynd, från Island finns två vantar som möjligen är 900-tal, och från Köpenhamn och Oslo finns flera medeltida vantfynd. På finskt område har man funnit en nålbunden vante från yngre järnålder.
På Österrikiska museet i Wien finns en egyptisk strumpa som liknar strumpan från Uppsala. Den är ett gravfynd från fjärde till sjätte århundradet f.Kr.

## Nål och garn
För att nålbinda behövs en särskilt utformad nålbindningsnål. Denna är vanligen omkring 10 centimeter lång, och med ett platt tvärsnitt vanligen tillverkad i trä, sjödränkt ek, horn eller ben. I utgrävningar av medeltida lämningar har man hittat nålar av trä eller ben med ett öga i ena ändan men också tränålar med hålet placerat mitt på nålen. Det finns även nålar med fler än ett hål, och i mer modern tid även nålar tillverkade av metall eller plast.
Den vanligaste typen av garn som används till nålbindning är ull, då denna typ av garn går att skarva genom tovning. Viktigt är att garnet inte är superwash, det vill säga preparerat för maskintvätt, för dessa garner är svårskarvade och det går inte heller att valka slutresultatet.

## Nutida nålbindning
Nålbindning är inte lika allmänt känt eller utövat som exempelvis stickning eller virkning. Det förekommer dock ofta inom historiskt återskapande av vikingatiden. Inom lajv-rörelsen finns intresse för nålbindningstekniken för att tillverka strumpor och vantar som ska vara tidshistoriskt autentiska. Likaså kan det vid filmproduktioner krävas autentisk rekvisita. Exempelvis till filminspelningen av Arn – Tempelriddaren nålbands 25 par vantar i olika storlekar.

## Nålbindningstekniken
Varje nålbindning börjar med en garnögla som träs över tummen, i andra änden av garnet träs nålbindningsnålen. Därefter syr man stygn runt tummen och genom en eller flera öglor. Det finns olika stygn som ger olika mönster och olika täthet i det färdiga tygstycket.